# Isodor Törnblom
Frans Oskar Isodor Törnblom, född 24 november 1848, död 1876 i Stockholm, var en svensk målare, tecknare och xylograf.   
Törnblom studerade vid konstakademien 1864–1865 och 1872–1875. Törnblom  gjorde sig känd som en skicklig xylograf och anlitades av bland annat Ny illustrerad tidning och Söndags-Nisse. Flera av hans bilder har återutgivits i senare publikationer bland annat Sveriges historia genom tiderna 1948 och Allhems landskapsbok Gotland 1959. Till H.C. Andersens första utgåva av Sagor och berättelser 1877 utförde han ett stort antal illustrationer.